# محوطه بان طولاب
محوطه بان طولاب مربوط به تا سده‌های اولیه دوران‌های تاریخی پس از اسلام است و در شهرستان ایلام، بخش سیوان، دهستان میشخاص، روستای طولاب واقع شده و این اثر در تاریخ ۱۸ اسفند ۱۳۸۷ با شمارهٔ ثبت ۲۵۳۸۹ به‌عنوان یکی از آثار ملی ایران به ثبت رسیده است.